# Російське питання
«Російське питання» (рос. Русский вопрос) — радянський художній фільм 1947 року, знятий режисером Михайлом Роммом за однойменною п'єсою Костянтина Симонова. Вийшов на екрани 8 березня 1948 року.

## Сюжет
Макферсон і Гульд — власники десятка американських газет, які в Радянському Союзі називають «реакційними». З метою отримання свіжого матеріалу вони посилають журналіста Гаррі Сміта в СРСР. Повернувшись з СРСР, Сміт змінив погляди і відчуває, що він не в змозі виконати наказ власників газет. Він вирішує написати «правду про російських людей». Макферсон широко рекламує майбутню книгу. Але, прочитавши твір журналіста, Макферсон приходить в несамовиту лють. Гаррі Сміт позбавляється всього: будинку, заробітку. Від нього йде дружина. Не маючи можливості видати свою книгу, Сміт розповідає про СРСР на численних зборах і мітингах. Гаррі Сміт стає виразником дум тієї частини американських громадян, які готові вступити в боротьбу проти «макферсонів», «гульдів» і їх господарів з Волл-стріт.

## У ролях
- Всеволод Аксьонов —  Гаррі Сміт
- Олена Кузьміна —  Джессі
- Михайло Астангов —  Макферсон
- Михайло Названов —  Гульд
- Борис Тенін —  Боб Мерфі
- Марія Барабанова —  Мег
- Аркадій Цинман —  Престон
- Борис Пославський —  Харді
- Геннадій Юдін —  Паркер
- Сергій Антимонов —  Кесслер
- Михайло Трояновський —  Вільямс
- Віктор Драгунський —  радіодиктор
- Георгій Георгіу —  перукар  (немає в титрах)
- Валентин Зубков —  шофер  (немає в титрах)
- Володимир Кириллін —  журналіст  (немає в титрах)

## Знімальна група
- Режисер: Михайло Ромм
- Сценарист: Михайло Ромм
- Оператор: Борис Волчек
- Художник: Семен Мандель
- Художники по костюму: Валентин Перельотов, Маріам Биховська, Юрій Волчанецький
- Композитор: Арам Хачатурян
  - Рояль-соло: Олександр Цфасман
- Директор фільму: Макс Гершенгорін